# Acmaea pustulata
Acmaea pustulata är en snäckart som beskrevs av Helbling 1779. Acmaea pustulata ingår i släktet Acmaea och familjen Acmaeidae. Inga underarter finns listade i Catalogue of Life.